# Daniel Sperandío
Daniel Adolfo Sperandío (Coronel Bogado, Santa Fe, Argentina; 11 de diciembre de 1959) es un futbolista argentino retirado que se desempeñó como mediocampista. Comenzó su carrera como futbolista en Rosario Central, jugó en Deportivo Cali de Colombia, Quilmes, Chaco For Ever, Deportivo Español, Atlético Rafaela, y River Plate, en el cual obtuvo una Copa Libertadores y una Copa Intercontinental en 1986.

## Clubes
| Club              | País      | Año       |
| ----------------- | --------- | --------- |
| Rosario Central   | Argentina | 1979-1984 |
| Deportivo Cali    | Colombia  | 1984      |
| Rosario Central   | Argentina | 1985-1985 |
| Quilmes           | Argentina | 1986      |
| River Plate       | Argentina | 1986-1987 |
| Chaco For Ever    | Argentina | 1988-1989 |
| Deportivo Español | Argentina | 1989-1990 |
| Atlético Rafaela  | Argentina | 1990-1992 |

## Palmarés

### Campeonatos nacionales
| Título           | Club            | País      | Año  |
| ---------------- | --------------- | --------- | ---- |
| Primera División | Rosario Central | Argentina | 1980 |
| Primera B        | Rosario Central | Argentina | 1985 |

### Copas internacionales
| Título                | Club                | Sede         | Año  |
| --------------------- | ------------------- | ------------ | ---- |
| Copa Mundial Sub-20   | Selección Argentina | Japón        | 1979 |
| Copa Libertadores     | River Plate         | Buenos Aires | 1986 |
| Copa Intercontinental | River Plate         | Tokio        | 1986 |